# Националдемократическа партия на Германия
Националдемократическата партия на Германия (на немски: Nationaldemokratische Partei Deutschlands), съкратено НДПГ (NPD), е политическа партия в Германия, често обявявана за националсоциалистическа.

## История
Партията е основана на 28 ноември 1964 година в Берлин.
През 2002 година НДПГ организира поклонение на Рудолф Хес, лидер на хитлеровата нацистка партия. На него присъстват Ник Грифин – лидер на Британската национална партия, и Дейвид Дюк – бивш лидер и рицар на Ку-клукс-клан.